# Associazione Calcio Siena 1999-2000
Questa voce raccoglie le informazioni riguardanti l'Associazione Calcio Siena nelle competizioni ufficiali della stagione 1999-2000.

## Stagione
Nella stagione 1999-2000 il Siena vince il girone A del campionato di Serie C1 con 58 punti, davanti al Cittadella con 55 punti, ritornando in Serie B dopo cinquantadue anni, avendola lasciata nella stagione 1946-47. Lo fa guidato dal tecnico Antonio Sala, un allenatore che ha impostato la squadra bianconera su una ferrea difesa, risultata la migliore del torneo con 22 reti subite. In campionato parte molto bene, al termine del girone di andata con 36 punti è al vertice con cinque lunghezze di vantaggio sulla Lucchese. Nel girone di ritorno perde brillantezza, raccoglie solo 22 punti, riuscendo comunque a mantenere il primo posto, che significa promozione nel campionato cadetto. Alle sue spalle il Cittadella arriva secondo con 55 punti e riesce a vincere i Playoff, e salire per la prima volta in Serie B. Al termine della stagione il Siena ha anche l'onore di inaugurare l'Albo d'oro di un nuovo trofeo, che vive la sua prima edizione, si tratta della Supercoppa di Serie C istituita dalla Lega Calcio proprio in questa stagione a cavallo del secolo 1999-2000, trofeo che si disputa tra le due squadre vittoriose nei due gironi di Serie C1, iscrivendo quindi il Siena come primo vincitore.

## Rosa
| N. |                   | Ruolo | Calciatore           |
| -- | ----------------- | ----- | -------------------- |
|    | Italia (bandiera) | C     | Matteo Apolloni      |
|    | Italia (bandiera) | A     | Antonio Arcadio      |
|    | Italia (bandiera) | D     | Stefano Argilli      |
|    | Italia (bandiera) | D     | Dario Biasi          |
|    | Italia (bandiera) | C     | Claudio Clementi     |
|    | Italia (bandiera) | C     | Alessandro Colasante |
|    | Italia (bandiera) | C     | Carlo Mandola        |
|    | Italia (bandiera) | D     | Fabrizio Corradini   |
|    | Italia (bandiera) | A     | Fabrizio Gamberi     |
|    | Italia (bandiera) | A     | Marco Ghizzani       |
|    | Italia (bandiera) | C     | Mirko Laurentini     |
|    | Italia (bandiera) | D     | Claudio Macchi       |

| N. |                   | Ruolo | Calciatore          |
| -- | ----------------- | ----- | ------------------- |
|    | Italia (bandiera) | C     | Omer Maffeis        |
|    | Italia (bandiera) | P     | Paolo Mancini       |
|    | Italia (bandiera) | D     | Emanuele Masini     |
|    | Italia (bandiera) | D     | Michele Mignani     |
|    | Italia (bandiera) | C     | Andrea Orocini      |
|    | Italia (bandiera) | C     | Alessandro Pagano   |
|    | Italia (bandiera) | D     | Luca Pinton         |
|    | Italia (bandiera) | A     | Andrea Pisanu       |
|    | Italia (bandiera) | C     | Paolo Sciaccaluga   |
|    | Italia (bandiera) | A     | Pierpaolo Tomassini |
|    | Italia (bandiera) | D     | Gill Voria          |
|    | Italia (bandiera) | P     | Davide Zomer        |

## Risultati

### Campionato

#### Girone di andata
| Arbitro: | S. Ayroldi (Molfetta) |

|                                        |           |  |
| C. Ferrara 3’ (aut.) Sciaccaluga 45+2’ | Marcatori |  |

| Arbitro: | Girardi (San Donà di Piave) |

|                |           |                 |
| Maffioletti 6’ | Marcatori | 81’ Sciaccaluga |

| Arbitro: | Cavallaro (Legnago) |

|              |           |                          |
| Saverino 59’ | Marcatori | 17’ Ghizzani 44’ Argilli |

| Arbitro: | Niccolai (Livorno) |

|  |           |                                |
|  | Marcatori | 17’ (rig.) Masolini 54’ Rocchi |

| Arbitro: | Lombardi (Lanciano) |

|  |           |             |
|  | Marcatori | 62’ Argilli |

| Arbitro: | Benedetto (Messina) |

|            |           |  |
| Pinton 55’ | Marcatori |  |

| Arbitro: | Belloli (Bergamo) |

|                |           |           |
| Masi 5’ (rig.) | Marcatori | 19’ Voria |

| Arbitro: | G. Rossi (Rimini) |

|  |           |                 |
|  | Marcatori | 44’ A. Bernardi |

| Arbitro: | Carlucci (Molfetta) |

|  |           |                                      |
|  | Marcatori | 18’ Argilli 39’ Arcadio 71’ Ghizzani |

| Arbitro: | Palanca (Roma) |

|                                       |           |              |
| Argilli 47’ Arcadio 59’ Tomassini 90’ | Marcatori | 27’ Trapella |

| Arbitro: | Ciampi (Pisa) |

|           |           |               |
| Bruno 74’ | Marcatori | 80’ Colasante |

| Arbitro: | Cruciani (Pesaro) |

|                                  |           |  |
| Orocini 50’ (rig.) A. Pagano 87’ | Marcatori |  |

| Arbitro: | Battaglia (Messina) |

|                            |           |             |
| Arcadio 17’, 92’ Voria 65’ | Marcatori | 80’ Cinetti |

| Arbitro: | Cruciani (Pesaro) |

|  |           |               |
|  | Marcatori | 17’ A. Pagano |

| Arbitro: | S. Ayroldi (Molfetta) |

|           |           |  |
| Voria 90’ | Marcatori |  |

| Arbitro: | Esposito (Trapani) |

|                        |           |  |
| Facchini 9’ Barban 13’ | Marcatori |  |

| Arbitro: | Pieri (Genova) |

|                           |           |                 |
| A. Pagano 29’ Mignani 91’ | Marcatori | 71’ S. Citterio |

#### Girone di ritorno
| Arbitro: | Morganti (Ascoli Piceno) |

|                     |           |               |
| Colacone 13’ (rig.) | Marcatori | 43’ A. Pagano |

| Arbitro: | Bergonzi (Genova) |

|                                                |           |  |
| Mignani 10’ Orocini 45+1’ (rig.) A. Pagano 87’ | Marcatori |  |

| Arbitro: | Ambrosino (Torre del Greco) |

|                           |           |  |
| A. Pagano 46’ Arcadio 66’ | Marcatori |  |

| Como 30 gennaio 2000 21ª giornata | Como               | 0 – 0 | Siena | Stadio Giuseppe Sinigaglia\| Arbitro: \| Cannella (Palermo) \| |
| Arbitro:                          | Cannella (Palermo) |       |       |                                                                |

| Siena 6 febbraio 2000 22ª giornata | Siena          | 0 – 0 | Livorno | Stadio Artemio Franchi\| Arbitro: \| Pieri (Genova) \| |
| Arbitro:                           | Pieri (Genova) |       |         |                                                        |

| Lumezzane 13 febbraio 2000 23ª giornata | Lumezzane                | 0 – 0 | Siena | Nuovo Stadio Comunale\| Arbitro: \| Morganti (Ascoli Piceno) \| |
| Arbitro:                                | Morganti (Ascoli Piceno) |       |       |                                                                 |

| Arbitro: | Brighi (Cesena) |

|              |           |              |
| Ghizzani 22’ | Marcatori | 82’ Cecchini |

| Cittadella 5 marzo 2000 25ª giornata | Cittadella         | 0 – 0 | Siena | Stadio Piercesare Tombolato\| Arbitro: \| Esposito (Trapani) \| |
| Arbitro:                             | Esposito (Trapani) |       |       |                                                                 |

| Arbitro: | Rizzoli (Bologna) |

|                                             |           |  |
| Orocini 28’ (rig.), 43’ (rig.) Ghizzani 72’ | Marcatori |  |

| Arbitro: | Carlucci (Molfetta) |

|               |           |  |
| Chiaretti 84’ | Marcatori |  |

| Arbitro: | Palanca (Roma) |

|                              |           |            |
| Sciaccaluga 23’ Ghizzani 65’ | Marcatori | 90’ Borneo |

| Arbitro: | Amato (Castellammare di Stabia) |

|              |           |  |
| Bizzarri 69’ | Marcatori |  |

| Arbitro: | Carrer (Conegliano) |

|                  |           |  |
| Morante 20’, 93’ | Marcatori |  |

| Arbitro: | Cannella (Palermo) |

|              |           |           |
| Apolloni 78’ | Marcatori | 9’ Radice |

| Arbitro: | Dattilo (Locri) |

|                       |           |  |
| G. Savoldi 69’ (rig.) | Marcatori |  |

| Arbitro: | Cruciani (Pesaro) |

|                            |           |  |
| Ghizzani 51’ A. Pagano 53’ | Marcatori |  |

| Arbitro: | Ambrosino (Torre del Greco) |

|            |           |  |
| Ciullo 51’ | Marcatori |  |

### Supercoppa
| Arbitro: | Cruciani (Pesaro) |

|                  |           |              |
| G. Lorenzini 26’ | Marcatori | 6’ A. Pagano |

| Arbitro: | Girardi (San Donà di Piave) |

|              |           |  |
| Ghizzani 65’ | Marcatori |  |

### Coppa Italia

#### Girone G
| Arbitro: | Ciampi (Pisa) |

|  |           |                                            |
|  | Marcatori | 4’ Apolloni 26’, 88’ Orocini 90+1’ Arcadio |

| Arbitro: | Papini (Perugia) |

|                         |           |               |
| Arcadio 27’ Orocini 70’ | Marcatori | 4’ Venturelli |

| Arbitro: | Pieri (Genova) |

|               |           |                  |
| Carruezzo 82’ | Marcatori | 25’, 90’ Arcadio |

| Siena 1º settembre 1999 4ª giornata | Siena          | 0 – 0 | Carrarese | Stadio Artemio Franchi\| Arbitro: \| Palanca (Roma) \| |
| Arbitro:                            | Palanca (Roma) |       |           |                                                        |

| 15 settembre 1999 5ª giornata |  | – Turno di riposo Siena |  |  |

#### Sedicesimi di finale
| Arbitro: | Ferraro (Crotone) |

|           |           |              |
| Conca 85’ | Marcatori | 48’ Clementi |

| Arbitro: | Ferone (Terni) |

|             |           |                                         |
| Orocini 20’ | Marcatori | 27’ Vitalis 31’ Conca 76’ (rig.) Nativi |